# Aporolaus fimbriatus
Aporolaus fimbriatus är en skalbaggsart som beskrevs av Bates 1887. Aporolaus fimbriatus ingår i släktet Aporolaus och familjen Hybosoridae. Inga underarter finns listade i Catalogue of Life.